# جرج ویویان (ورزشکار)
جرج ویویان (انگلیسی: George Vivian; ۴ اکتبر ۱۸۷۲ – ۶ اکتبر ۱۹۳۶) ورزشکار اهل کانادا بود.
وی در مسابقات کشوری و بین‌المللی در مجموع برندهٔ ۱ مدال نقره شده‌است.